# Pacho Alonso
Pacho Alonso (Santiago de Cuba, 22 de agosto de 1928-La Habana, 27 de agosto de 1982) nombre artístico de Pascasio Alonso Fajardo, fue un cantante cubano de boleros y son, además de un director de orquesta y de varias agrupaciones musicales. Uno de sus sellos distintivos fue el interpretar canciones de sonido criollo relacionadas con personajes y circunstancias de su ciudad natal. Pacho ha trabajado estrechamente con Faustino Oramas, Ibrahim Ferrer, Carlos Querol y Enrique Bonne.

## Primeros años en Santiago
Pancho Alonso comenzó su carrera artística de manera precoz, participando en una compañía de teatro infantil que presentaba en el antiguo Teatro Coliseo de Santiago. Su carrera musical comenzó formalmente en 1945, en una presentación en reemplazo de su hermano en la radio CMKC de dicha ciudad. Posteriormente presentó en Cadena Oriental de la radio CMKW, paralelamente a sus estudios para magisterio. Durante esta época, a los 18 años fue presentado por José Antonio Méndez en la conocida Emisora Mil Diez de La Habana.
En 1951 fue contratado como vocalista para la orquesta de Mariano Mercerón, pudiendo así participar en sus primeras grabaciones de álbumes. En la orquesta también cantaban Fernando Álvarez y Benny Moré, y al trío se le conoció como «Los tres mosqueteros». En 1952, funda en Santiago la agrupación Pacho Alonso y sus Modernistas.

## En La Habana
Cuatro años más tarde Pacho Alonso y sus Modernistas se trasladan a La Habana, pasándose a llamar Pacho Alonso y sus Bocucos. Más adelante, crea Pacho Alonso y sus Pachucos.
A mediados de la década de 1950 lanza su primer disco Cha-Cha-Cha de La Reina, acompañado de la orquesta de Mercerón y con música compuesta por Enrique Bonne. En 1957 se radica en La Habana realizando conciertos y presentaciones en radios y televisión. A fines de 1958 alcanzó reconocimiento con las canciones «Enfermo del alma» y «Dame un chance», compuestas por Electo Rosell Chepín. En 1960, obtiene un disco de oro por La pachanga. Una noche en el Scheherezada fue su primer disco de larga duración, en el que se muestra como uno de los más grandes cultivadores del bolero y enseguida le siguió Que me digan feo.
En 1967 fundó Pacho Alonso y sus Pachucos y en adelante realizó presentaciones por América, Europa y África. Finalmente, a fines de la década de 1970 su hijo Pachito, pianista y arreglista musical se adhirió a la orquesta, quedando él como director luego del fallecimiento de Pacho.

## Discografía
La siguiente lista es no exhaustiva:
- 195X: Cha-Cha-Cha de La Reina
- 1960: La pachanga
- Una noche en el Scheherezada
- Que me digan feo
- 1971: Pacho Alonso y sus Pachucos